# Kosmos 2462
Kosmos 2462, ruski izviđački satelit za optičko izviđanje (fotografski, vrsta koja se vraća s filmom) iz programa Kosmos. Vrste je Jantar-4K2M (Kobaljt-M br. 561). 
Lansiran je 16. travnja 2010. godine u 15:00 s kozmodroma Pljesecka. Lansiran je u nisku orbitu oko planeta Zemlje raketom nosačem Sojuz-U 11A511U. Orbita mu je bila 169 km u perigeju i 327 km u apogeju. Orbitne inklinacije je 67,17°. Spacetrackov kataloški broj je 36511. COSPARova oznaka je 2010-014-A. Zemlju je obilazio u 89,46 minuta. Pri lansiranju bio je mase oko 6700 kg. 
Spušten je iz orbite i vratio se na Zemlju 21. srpnja 2010. godine. Iz misije je ostalo nekoliko dijelova koji su ostali kružiti u niskoj orbiti pa su se vratili u atmosferu.

## Vanjske poveznice
- N2YO.com Search Satellite Database (engl.)
- Celes Trak SATCAT Format Documentation (engl.)
- Kunstman  Arhivirana inačica izvorne stranice od 12. kolovoza 2019. (Wayback Machine) Satellites in Orbit (engl.)